# Оставленные (фильм, 2023)
«Оставленные» (англ. The Holdovers) — американский рождественский комедийно-драматический фильм 2023 года режиссёра Александра Пэйна по сценарию Дэвида Хемингсона. Главные роли исполнили Пол Джаматти, Давайн Джой Рэндольф и Доминик Сесса. Действие фильма разворачивается на Рождество 1970 года, когда высокомерный и придирчивый учитель истории в школе-интернате в Новой Англии вынужден остаться на рождественские каникулы с несколькими учениками.
Премьера «Оставленных» состоялась на 50-м кинофестивале «Теллурайд» 31 августа 2023 года. В прокат в США фильм был выпущен компанией Focus Features 27 октября 2023 года. Фильм получил положительные отзывы и собрал в мировом прокате 43 млн долларов. «Оставленные» вошли в десятку лучших фильмов 2023 года по версии Национального совета кинокритиков США и Американского института киноискусства, а также получили множество других наград, в том числе две премии на 81-й церемонии вручения премий «Золотой глобус» и две премии на 77-й церемонии вручения премий BAFTA; на обеих церемониях Рэндольф завоевала награду за лучшую женскую роль второго плана. «Оставленные» также получили пять номинаций на 96-й церемонии вручения премии «Оскар», в том числе за лучший фильм и лучшую мужскую роль (Джаматти), а Рэндольф удостоилась награды как лучшая актриса второго плана.

## Сюжет
Декабрь 1970 года. Пол Ханэм по прозвищу Косоглаз — строгий и придирчивый преподаватель древней истории в Бартонской академии, школе-интернате в Новой Англии, которую он в своё время заканчивал. Студенты и коллеги-преподаватели недолюбливают его за суровые оценки и скверный характер. Директор школы Харди Вудрип ругает Ханэма, когда тот оставляет академию без важного мецената, завалив его сына на экзамене и лишив возможности поступить в Принстонский университет.
В качестве наказания Ханэму поручают присматривать за пятью студентами, оставшимися в кампусе на рождественские каникулы, включая Ангуса Талли, чья мать внезапно отменила его поездку на остров Сент-Китс, чтобы провести медовый месяц со своим новым мужем и отчимом Ангуса. Также в интернате остаётся школьный повар Мэри Лэм, которая скорбит о потере сына, выпускника Бартона, погибшего во время войны во Вьетнаме.
К недовольству оставленных студентов даже во время каникул Ханэм навязывает им учёбу и физкультуру. Через шесть дней на вертолёте прилетает богатый отец одного из учащихся и соглашается отвезти всех студентов на горнолыжный курорт. Ангус, до родителей которого не удаётся дозвониться для получения разрешения, остаётся один в Бартоне с Ханэмом и Мэри. Ханэм застаёт Ангуса при попытке зарезервировать по телефону номер в отеле. В результате погони по школе Ангус в спортзале демонстративно прыгает на груду спортинвентаря и зарабатывает вывих руки. В больнице Ангус лжёт об обстоятельствах, при которых была получена травма, чтобы оградить Ханэма от обвинений. Ханэм флиртует с заместителем директора школы Лидией Крейн, которая на каникулах работает в ресторане в качестве официантки, и она приглашает их на вечеринку в канун Рождества. Ханэм не даёт Ангусу ввязаться в драку с ветераном войны-инвалидом.
В канун Рождества Ангус, Ханэм, Мэри и уборщик Бартонской академии Дэнни приходят на вечеринку к Лидии. Ангус флиртует с племянницей Лидии, рисуя пальцами картины. Ханэм разочарован, увидев, что у Лидии есть возлюбленный, а подвыпившая Мэри горюет на кухне из-за смерти сына. Ханэм заставляет Ангуса досрочно уйти с вечеринки. Ангус злится и гневно заявляет, что Ханэм ему не отец, а его настоящий отец умер.
Поразмыслив над своим эгоистичным поведением, Ханэм устраивает в интернате скромное празднование рождества и, поддавшись на уговоры Мэри, исполняет желание Ангуса отправиться на «учебную экскурсию» в Бостон. Высадив Мэри в пригороде Бостона Роксбери, где она проводит время со своей беременной сестрой, Ангус и Ханэм сближаются во время различных мероприятий в Бостоне, включая катание на коньках и посещение Музея изящных искусств. В городе они сталкиваются с Хью Кавано, однокурсником Ханэма по Гарвардскому университету, который стал успешным ученым. В разговоре с ним Ханэм лжёт о своей якобы удачной карьере, а Ангус ему подыгрывает. После расспросов Ханэм признается Ангусу, что был исключен из Гарварда после того, как сбил машиной соседа по комнате, который обвинил Ханэма в краже дипломной работы, но на самом деле плагиатором был этот сосед. Поскольку у вора была семья со связями, Ханэма вышвырнули из Гарвада. Только благодаря благожелательности одного из своих бывших преподавателей Ханэм смог получить место учителя в Бартоне.
Утром Ханэм обнаруживает, что они с Ангусом оба страдают от депрессии, и принимают один и тот же антидепрессант. Когда они отправляются на просмотр фильма в кинотеатр «Орфеум», Ангус сбегает с сеанса, но Ханэм ловит его при посадке в такси. Ангус объясняет, что его отец на самом деле жив и находится в санатории неподалеку. Ханэм отвозит Ангуса к его отцу Тому, психическое заболевание которого привело к распаду его семьи. За ужином Ханэм успокаивает Ангуса, говоря, что ему не суждено повторить судьбу отца. Вместе с Мэри и Дэнни они празднуют Новый год в интернате, наблюдая по телевизору за спуском новогоднего шара на Таймс-сквер и взрывая петарду М-80 на школьной кухне.
В январе 1971 года возобновляются занятия в интернате. Ханэма вызывают в кабинет Вудрипа, где его ждут мать и отчим Ангуса. Они рассказывают ему, что Ангусу нельзя видеться с отцом, страдающим параноидальной шизофренией и ранней деменцией. В свою очередь подаренный Ангусом снежный шар, который он украл с вечеринки Лидии, вызвал у его отца приступ буйства, и он попытался пробить голову санитара этой штукой. Мать и отчим хотят забрать Ангуса из Бартона и перевести его в военную академию, но Ханэм встаёт на защиту Ангуса и утверждает, что это была его идея отвезти юношу к отцу. Его увольняют, но Ангусу разрешают остаться в Бартоне; Ханэм решается наконец осуществить мечту всей своей жизни — посетить руины Карфагена.
Мэри, смирившаяся с потерей сына, дарит Ханэму блокнот для монографии, которую он давно хотел написать. Они с Ангусом сердечно прощаются. Покидая школу, Ханэм выпивает коллекционный коньяк, который он украл у директора, а затем выплевывает напиток в направлении школы и уезжает на машине.

## В ролях
- Пол Джаматти — Пол Ханэм, учитель древней истории в Бартонской академии.
- Доминик Сесса — Ангус Талли, студент Бартонской академии, оставленный в кампусе на время рождественских каникул.
- Давайн Джой Рэндольф — Мэри Лэм, школьный повар, потерявшая сына на войне во Вьетнаме.
- Кэрри Престон — Лидия Крейн, школьный администратор, которая на каникулах подрабатывает официанткой.
- Брэди Хепнер — Тедди Кунц, враг Ангуса; один из пятёрки оставленных.
- Ян Долли — Алекс Оллерман, сын мормонских миссионеров; один из пятёрки оставленных.
- Джим Каплан — Пак Е-Джун, студент по обмену из Кореи; один из пятёрки оставленных.
- Майкл Провост — Джейсон Смит, квотербек футбольной команды Бартонской академии; один из пятёрки оставленных.
- Эндрю Гарман — доктор Харди Вудрип, директор Бартонской академии.
- Нахим Гарсия — Дэнни, уборщик Бартонской академии.
- Стивен Торн — Томас Талли, отец Ангуса, находящийся на лечении в клинике.
- Джиллиан Вигмэн — Джуди Клотфелтер, мать Ангуса.
- Тейт Донован — Стэнли Клотфелтер, отчим Ангуса.

## Производство

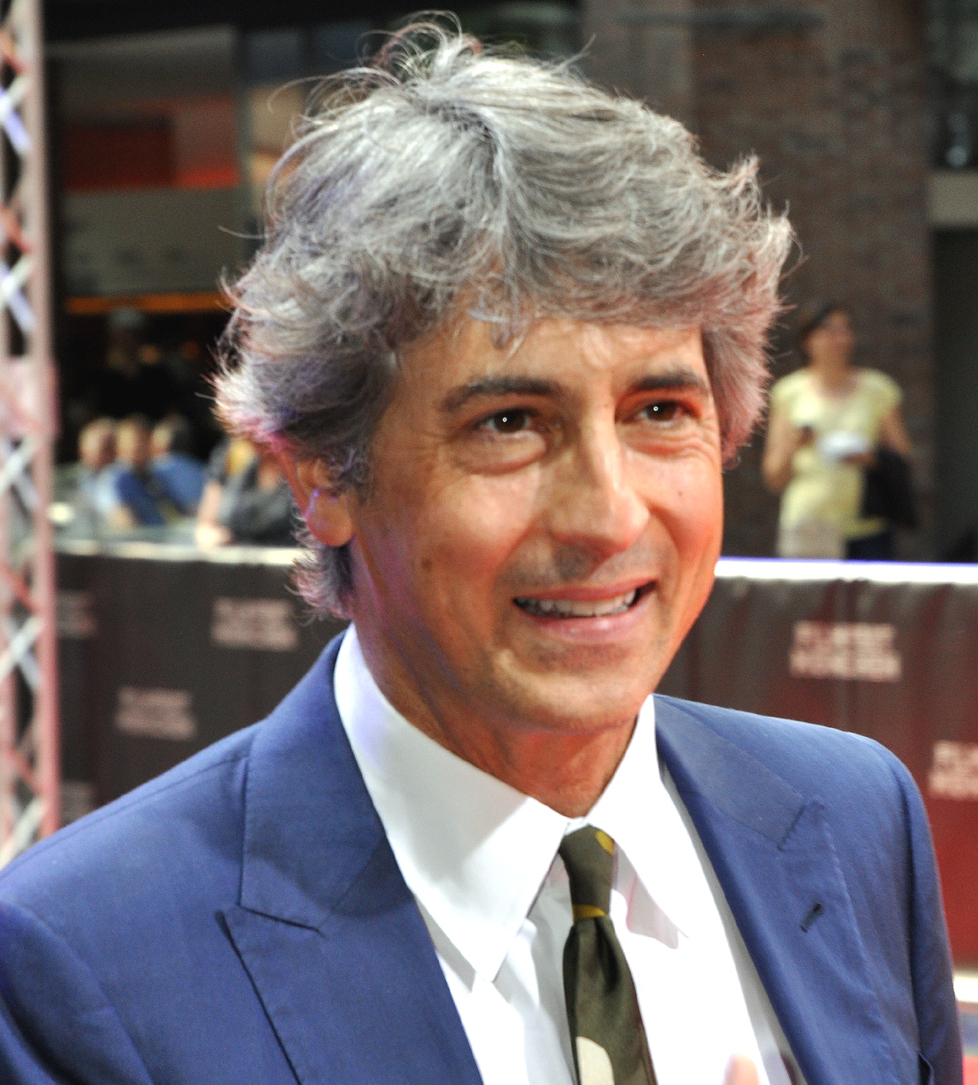
Режиссёр Александр Пэйн

Фильм «Оставленные» — вторая совместная работа режиссёра Александра Пэйна и актёра Пола Джаматти после фильма «На обочине» (2004). Идея фильма возникла у Пэйна после просмотра французского фильма «Мерлюсс» (1935) режиссёра Марселя Паньоля, и он обратился к Дэвиду Хемингсону, ранее написавшему сценарий пилотной серии сериала о школе-интернате. В июне 2021 года компания Miramax приобрела права на прокат фильма. В начале 2022 года к актёрскому составу присоединились Давайн Джой Рэндольф и Кэрри Престон. Съёмки начались в штате Массачусетс 27 января 2022 года.
11 сентября 2022 года был проведён специальный показ фильма для покупателей; на следующий день стало известно, что Focus Features приобрела у Miramax права на распространение фильма везде, кроме Ближнего Востока, заключив сделку на сумму в 30 миллионов долларов. Премьера фильма в ограниченном прокате в США была запланирована на 10 ноября 2023 года, а в широком — на 22 ноября. Однако впоследствии начало ограниченного проката перенесли на 27 октября 2023 года, а широкого — на 10 ноября.

## Восприятие
На сайте-агрегаторе рецензий Rotten Tomatoes рейтинг «Оставленных» составляет 96 % со средней оценкой 8,5/10 на основании 295 обзоров критиков". На сайте-агрегаторе Metacritic рейтинг фильма составляет 82 балла из 100 возможных на основании 56 обзоров критиков, что соответствует «всеобщему признанию».

## Награды и номинации
| Награда                               | Дата вручения    | Категория                                | Номинанты и получатели | Результат    | П.     |
| ------------------------------------- | ---------------- | ---------------------------------------- | ---------------------- | ------------ | ------ |
| «Оскар»                               | 10 марта 2024    | Лучший фильм                             | Марк Джонсон           | Номинация    | [ 14 ] |
| «Оскар»                               | 10 марта 2024    | Лучший актёр                             | Пол Джаматти           | Номинация    | [ 14 ] |
| «Оскар»                               | 10 марта 2024    | Лучшая актриса второго плана             | Давайн Джой Рэндольф   | Победа       | [ 14 ] |
| «Оскар»                               | 10 марта 2024    | Лучший оригинальный сценарий             | Дэвид Хемингсон        | Номинация    | [ 14 ] |
| «Оскар»                               | 10 марта 2024    | Лучший монтаж                            | Кевин Тент             | Номинация    | [ 14 ] |
| Международный кинофестиваль в Торонто | 17 сентября 2023 | «Выбор народа»                           | «Оставленные»          | Второе место | [ 15 ] |
| Премия «Готэм»                        | 27 ноября 2023   | Лучшая актриса                           | Давайн Джой Рэндольф   | Номинация    | [ 16 ] |
| Национальный совет кинокритиков США   | 6 декабря 2023   | Десять лучших фильмов                    | «Оставленные»          | Победа       | [ 17 ] |
| Национальный совет кинокритиков США   | 6 декабря 2023   | Лучший актёр                             | Пол Джаматти           | Победа       | [ 17 ] |
| Национальный совет кинокритиков США   | 6 декабря 2023   | Лучшая актриса второго плана             | Давайн Джой Рэндольф   | Победа       | [ 17 ] |
| Национальный совет кинокритиков США   | 6 декабря 2023   | Лучший оригинальный сценарий             | Дэвид Хемингсон        | Победа       | [ 17 ] |
| Американский институт киноискусства   | 7 декабря 2023   | Топ-10 фильмов года                      | «Оставленные»          | Победа       | [ 18 ] |
| «Золотой глобус»                      | 7 января 2024    | Лучший фильм — комедия или мюзикл        | «Оставленные»          | Номинация    | [ 19 ] |
| «Золотой глобус»                      | 7 января 2024    | Лучший актёр — комедия или мюзикл        | Пол Джаматти           | Победа       | [ 19 ] |
| «Золотой глобус»                      | 7 января 2024    | Лучшая актриса второго плана — кинофильм | Давайн Джой Рэндольф   | Победа       | [ 19 ] |